# أربيل في أدوارها التاريخية
أحد أهم كتب المؤرخ زبير بلال إسماعيل. صدر الكتاب في النجف الأشرف في العام 1971 و طبع على نفقة المؤلف الخاصة . و قد أثار الكتاب عند صدوره ضجة كبيرة في الأوساط العلمية والثقافية الكردية ، حيث كرست جريدة " التآخى صفحات عديدة للسجالات التي دارت حول الكتاب بين المثقفين الكرد. و قد وصفت الجريدة هذا الكتاب بأنه " موسوعة تأريخية " لا بستغنى عنها أي مثقف.

خارطة أربيل

## أهمية الكتاب
تكمن أهمية الكتاب في أعطاء صورة عامة و شاملة عن تأريخ المنطقة المحصورة بين الزابين و بخاصة مدينة أربيل العريقة خلال أربعة آلاف عام أي منذ ان وجدت الكتابة و حتى العام 1917. و هذه الصورة كانت غائبة تماما قبل صدور الكتاب . كانت هنالك نتف و أشارات متفرقة في بطون الكتب و المخطوطات القديمة عن أقليم الجبال و بضمنها منطقة أربيل ، و لكن مؤرخنا الجليل هو أول من لفت الأنظار إلى هذه الشذرات . و جاء الآخرون ، من طلبة الدراسات العليا و تحت أيديهم المصادر و المراجع ، التي أشار إليها الراحل الكبير .

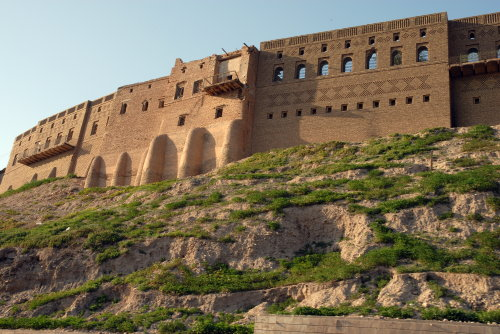
قلعة أربيل